# Juan Breva
Juan Breva, pseudonimo di Antonio Ortega Escalona (Vélez-Málaga, 1844 – Málaga, 8 giugno 1918), è stato un chitarrista e compositore spagnolo.
Iniziò la sua carriera professionale come cantante al Café del Sevillano a Malaga, spesso si accompagnava con la chitarra e il suo successo aumentava sera dopo sera.In seguito si recò in altre parti della provincia, oltre che in città e paesi di Cadice e Cordova.  Nel 1883 visitò l'Andalusia, l'Estremadura e gran parte del Levante.
Secondo Fernando de Triana, Juan Breva era il "re del canto classico di Malaga" e, in quanto tale, era stato l'unico cantante che meritasse il grande onore di cantare nel Palazzo Reale di Madrid e alla presenza del re Alfonso XII di Spagna e Maria Cristina d'Asburgo-Teschen.
Nelle manifestazioni socio-musicali dei Verdiales, Juan Breva ebbe una notevole influenza, dedicata in particolare allo studio del flamenco e delle canzoni di Malaga.
Nel 1921 Federico García Lorca aveva scritto un'opera poetica dal titolo Poema del cante jondo, che fu pubblicata nel 1931.

## Discografia
Nella lunga carriera professionale Juan Breva aveva inciso una serie di dischi nel 1910 con Fernando El Herrero, La Niña de los Peines, El Niño de la Isla e El Niño de las Marianas, tra gli altri interpreti di flamenco.
Nel riferimento alle registrazioni si trovano elencati diversi generi, fra i quali: fandangos, soleares, peteneras e guajiras. Per quanto riguarda il canto dei fandango, produsse numerosi titoli come fandango verdial, fandango abandolao, fandanguillos, malagueñas-fandanguillos e malagueñas.